# Propansyra
Propansyra (propionsyra) är en karboxylsyra som förekommer i naturen och har formeln CH3CH2COOH. I koncentrerad form är syran frätande och har en speciell lukt. Propansyrans salter och estrar kallas propanoater eller propiater.

## Egenskaper
Propansyra har fysiska egenskaper som påminner om de mindre karboxylsyrorna. Propansyra är lösligt i vatten men fälls ut av ett salt som till exempel kalciumklorid. Propansyra uppvisar vanliga egenskaper för en karboxylsyra som till exempel att den kan bilda estrar och anhydrider. Propansyrans estrar är till exempel metylpropiat och etylpropiat.
Propansyra är effektiv mot mögelsvamp och får användas som konserveringsmedel (E 280) i förpackat bröd, vid ytbehandling av ost och till vissa konditorivaror.

## Produktion
Industriellt produceras propansyra genom oxidation med luft av propionaldehyd med en katalysator som består av kobolt- eller mangan-joner. Denna reaktion sker lätt vid 40 °C.
{\displaystyle {\rm {2\ CH_{3}CH_{2}CHO+O_{2}\rightarrow 2\ CH_{3}CH_{2}COOH}}}